# Скрут Ростислав Стефанович
Ро́стислав Сте́фанович Скру́т (14 серпня 1978, с. Зимна Вода, Пустомитівського району, Львівської області — 5 січня 2015, м. Бахмут Донецька область) — старший солдат резерву Збройних сил України. Учасник війни на сході України.

## Життєпис
Народився 14 серпня 1978 року, с. Зимна Вода, Пустомитівського району, Львівської області. Закінчив Зімновідську ЗОШ № 1.
Кулеметник взводу аеророзвідки батальйону оперативного призначення (резервного батальйону) в/ч № 3066 Північного оперативно-територіального об'єднання Національної гвардії України. Від серпня 2014 року, добровольцем, брав активну участь у виконанні службово-бойових завдань у зоні проведення АТО на сході України.
5 січня 2015 року о 18:30 під час маршу колони для проведення чергової ротації підрозділів Національної гвардії України автобус, у якому він знаходився, на трасі між населеними пунктами Слов'янськ та Бахмут потрапив у ДТП. 8 січня 2015 року внаслідок отриманих травм старший солдат резерву Скрут Р. С. помер, того ж дня домовина з тілом загиблого була перевезена до Львова.
Панахида та прощання із загиблими у зоні АТО бійцями Національної Гвардії України Ростиславом Скрутом та Романом Сокачем відбулася 8 січня 2015 року у Гарнізонному храмі святих апостолів Петра і Павла у Львові. Того ж дня домовини перевезли до родинних обійсть загиблих героїв у Зимній Воді, а увечері в церкві святого Івана Богослова відбувся парастас. Похорон відбувся 9 січня 2015 року на місцевому цвинтарі у Зимній Воді і поховали поляка Романа Сокача та українця Ростислава Скрута, котрі при житті були друзями, поряд.
7 квітня 2016 року, для участі у святкування 360-х роковин обітниць в львівській катедрі польського короля Яна Казимира, до Львова прибув представник президента Польщі Анджея Дуди — Державний Секретар — Шеф Кабінету Президента РП Адам Квятковський. Відразу з летовища він разом з членами делегації та Генеральним Консулом РП у Львові Веславом Мазуром поїхав на цвинтар в Зимній Воді, щоби вшанувати пам'ять загиблих в АТО поляка українського походження Романа Сокача і українця Ростислава Скрута. Місцеві жителі розповіли, що Роман Сокач служив міністрантом. Адам Кв'ятковський відвідав польський військовий меморіал на Личаківському цвинтарі, а увечері мав спільну вечерю з учасниками АТО і родиною загиблого українського воїна Ростислава Скрута.

## Нагороди  та вшанування
- Указом Президента України № 365/2015 від 27 червня 2015 року, «за особисту мужність і високий професіоналізм, виявлені у захисті державного суверенітету та територіальної цілісності України, вірність військовій присязі», нагороджений орденом «За мужність» III ступеня (посмертно)[3].
- Почесний громадянин Пустомитівського району (2015; посмертно)[4]
- Вшановується в меморіальному комплексі «Зала пам'яті», в щоденному ранковому церемоніалі 5 січня[5][6].